# Jazeera Airways
Jazeera Airways is een Koeweitse low-cost luchtvaartmaatschappij met haar thuisbasis in Koeweit.

## Geschiedenis
Jazeera Airways is opgericht in 2004 als low-cost maatschappij.In 2007 wordt een tweede basis geopend in Dubai.

## Bestemmingen
Jazeera Airways voert lijnvluchten uit naar:(november 2007)
- Aleppo, Alexandrië, Amman, Assioet, Bahrein, Beiroet, Damascus, Delhi, Dubai, Jeddah, Kochi, Koeweit, Larnaca, Luxor, Malé, Mashhad, Mumbai, Muscat, Salalah, Sharm el-Sheikh, Shiraz, Teheran.

## Vloot
De vloot van Jazeera Airways bestaat uit:(april 2009)
- 10 Airbus AB320-200